# Doris Auer
Doris Auer (* 10. Mai 1971 in Wien) ist eine österreichische Stabhochspringerin, Siebenkämpferin und Sprinterin.

## Leben
Bei den Leichtathletik-Europameisterschaften 1994 in Helsinki war sie Teil der österreichischen Stafette, die im Vorlauf der 4-mal-100-Meter-Staffel disqualifiziert wurde.
Im Stabhochsprung gewann sie 1997 Bronze bei der Universiade. Bei den Europameisterschaften 1998 in Budapest schied sie in der Qualifikation aus. Bei den Olympischen Spielen 2000 in Sydney wurde sie Neunte und bei den Leichtathletik-Weltmeisterschaften 2001 in Edmonton Elfte. 
Bislang wurde sie je siebenmal österreichische Stabhochsprung-Meisterin im Freien (1996, 1997, 1999, 2000, 2005, 2007, 2011) und in der Halle (1997, 1999–2001, 2009–2011). 1992 wurde sie nationale Meisterin im Siebenkampf, 1994 Hallenmeisterin im 200-Meter-Lauf.

## Persönliche Bestleistungen
- Stabhochsprung: 4,40 m, 17. September 2000, Gold Coast (bis zur Bestmarke von Kira Grünberg fast 15 Jahre lang österreichischer Rekord)
  - Halle: 4,44 m, 18. März 2001, Glasgow (bis zur Bestmarke von Kira Grünberg fast 14 Jahre lang österreichischer Rekord)
- Siebenkampf: 5046 Punkte, 30. August 1992, Feldkirchen
- Fünfkampf (Halle): 3713 Punkte, 6. März 1994, Wien
- 100 m: 11,90 s, 8. Juli 1994, Linz
- 200 m: 23,97 s, 3. Juli 1993, Feldkirch-Gisingen
  - Halle: 24,41 s, 28. Februar 1993, Wien
- 400 m: 55,52 s, 30. Juli 1989, Wolfsberg
- 100 m Hürden: 14,24 s, 29. August 1992, Feldkirchen
- Hochsprung (Halle): 1,75 m, 6. März 1994, Wien
- Weitsprung: 6,05 m, 17. Juni 1990, Ebensee